# Ischiopsopha uliasica
Ischiopsopha uliasica är en skalbaggsart som beskrevs av Jan Krikken 1983. Ischiopsopha uliasica ingår i släktet Ischiopsopha och familjen Cetoniidae. Inga underarter finns listade i Catalogue of Life.